# Mortero (arma)

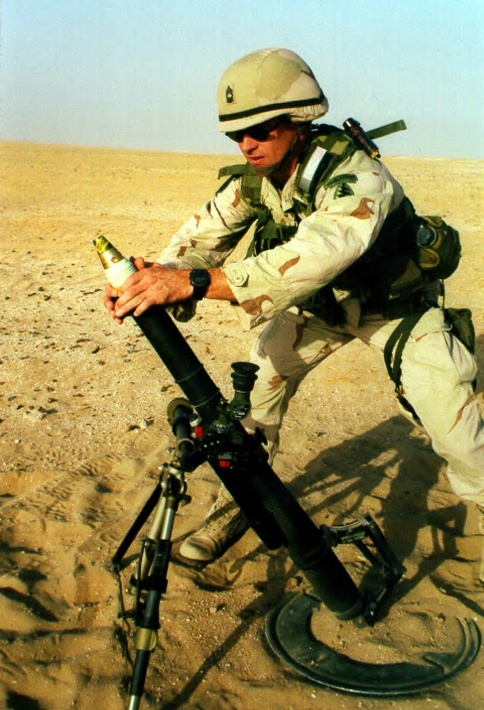
Mortero M224 de 60 mm.

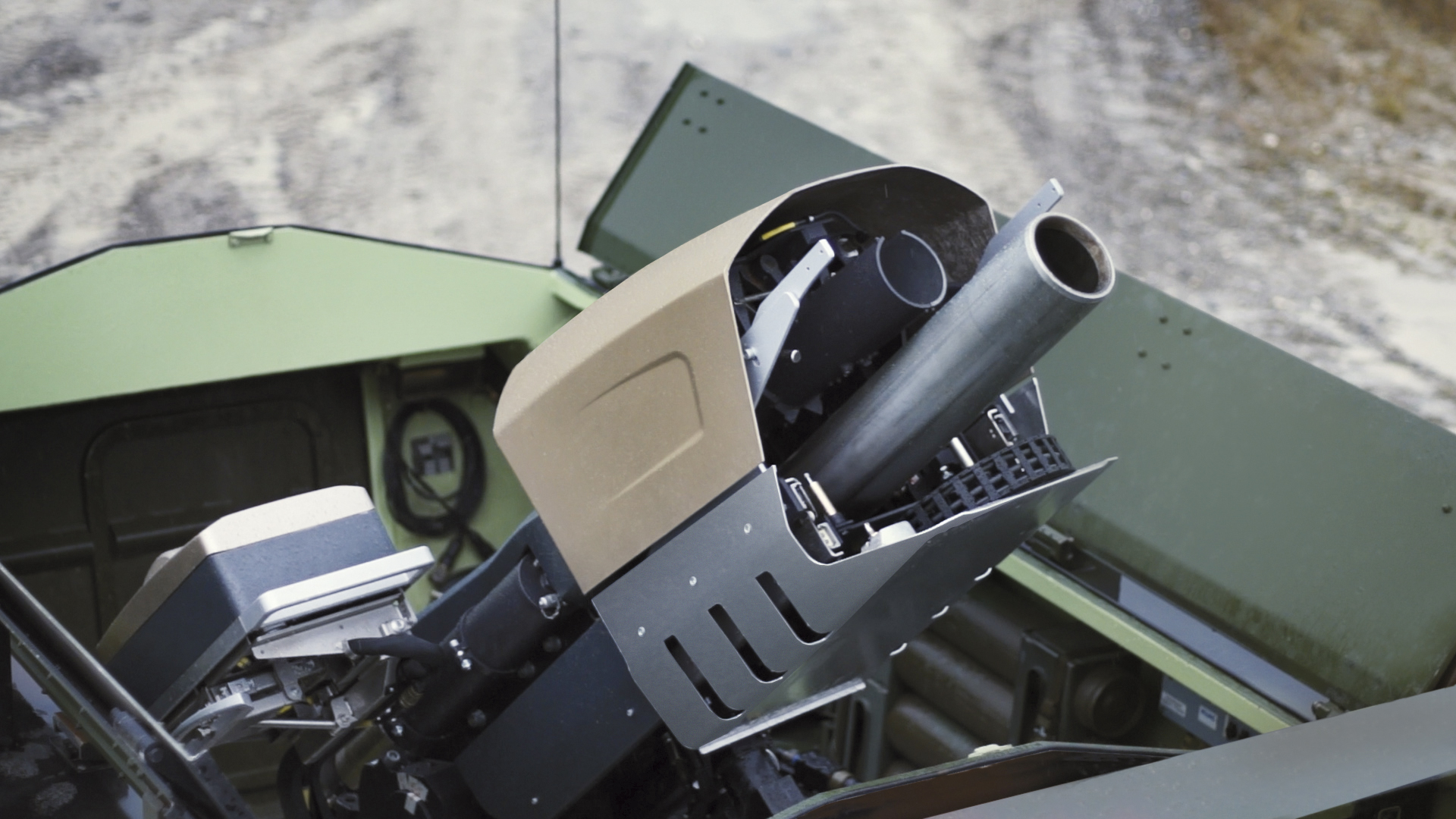
Mortero semiautomático Ruag Cobra.

El mortero es un arma que dispara generalmente proyectiles explosivos o incendiarios con gran poder destructivo —más grandes que las granadas— en un ángulo superior a los 45° y a velocidades relativamente bajas. Estas cualidades son opuestas a las de las piezas de artillería, que disparan a gran velocidad y generalmente con ángulos de tiro pequeño.

## Historia

### Orígenes
Los morteros se han utilizado durante cientos de años. Los primeros morteros se utilizaron en Corea en una batalla naval de 1413, cuando los armeros coreanos desarrollaron el wan'gu (mortero en forma de calabaza) (완구, 碗口). La versión más antigua del wan'gu se remonta a 1407. A Choi Hae-san (최해산, 崔海山) (1380-1443), hijo de Choe Mu-seon (최무선, 崔茂宣) (1325-1395), generalmente se le atribuye la invención del wan'gu. En la dinastía Ming, el general Qi Jiguang registró el uso de un mini cañón llamado Hu dun pao que era similar al mortero.
Uno de los primeros en utilizar el mortero fue Mehmed II, durante el Gran Sitio de Constantinopla de 1453. Manuscritos griegos de 1551 refieren que Mehmed, asediado por una flotilla enemiga en el Cuerno de Oro, propuso crear un arma de estas características, teniendo éxito en su empleo contra uno de los buques tras algunos disparos.
Para el siglo XVI el mortero se había constituido en un arma bastante común, recibiendo su nombre por la forma rechoncha y parecida a una olla de los primeros modelos. Los tubos eran bastante cortos —no más de dos o tres veces el calibre y este por lo general superior a los 150 mm—. Se trataba de armas para la defensa de la plaza o como piezas de sitio a fortalezas. A mediados del siglo XIX se intentó utilizarlas como armas de defensa costera, pero casi entró en desuso como pieza de artillería para la infantería.
El primer mortero transportable fue inventado por el barón Menno van Coehoorn en 1701. El mortero Coehorn ganó popularidad rápidamente, creando un nuevo tipo de barco, el buque bomba. Los morteros jugaron un papel importante en la conquista veneciana de Morea, y en el transcurso de esta campaña se hizo estallar un depósito de municiones situado en el Partenón. El primer uso de estos morteros más móviles como artillería de campo en lugar de artillería de asedio fue por las fuerzas británicas en la represión del levantamiento jacobita de 1719 en la Batalla de Glen Shiel. Los morteros de trayectoria de alto ángulo tenían una gran ventaja sobre los cañones de campaña estándar en el terreno accidentado de las Tierras Altas Occidentales de Escocia.
El mortero ya había dejado de ser de uso general en Europa durante la era napoleónica, aunque los morteros Manby se utilizaron en la costa para lanzar cuerdas a los barcos en peligro. El interés en su uso como arma no revivió hasta que ambos bandos utilizaron mucho los morteros durante la guerra civil estadounidense. 
En el asedio de Vicksburg el general Ulysses S. Grant informó que fabricaba morteros en el terreno para atacar a las trincheras del enemigo. Se utilizaron tres tipos principales de morteros durante la guerra: asedio y guarnición (ligero), litoral (pesado) y Coehorn. Los morteros eran útiles como artillería de asedio ya que podían disparar proyectiles explosivos sobre los muros de las fortificaciones, matando a los defensores y obligando a otros a quedarse en refugios o impidiendo que los artilleros trabajaran. Los morteros también podrían destruir las estructuras dentro de la fortificación y los proyectiles de mortero más pesados podrían penetrar muchos refugios.
Durante la Guerra Ruso-Japonesa, el Ejército Imperial Ruso aplicó los principios del fuego indirecto desde posiciones preparadas en el campo y diseñó el primer mortero que disparaba proyectiles de la Armada. Port Arthur estaba defendido con cañones pesados, pero su fuego directo era de efectividad limitada contra posiciones japonesas cercanas o resguardadas. La situación se solucionó tomando cañones de bronce ya obsoletos que se convirtieron en pequeños morteros portátiles al ser montados sobre plataformas de madera. Estos morteros lanzaban minas navales, abundantes en la base naval, en lugar de proyectiles. También se utilizaron lanzaminas que se tomaron de los barcos de guerra. Un grupo de oficiales del Ejército y la Marina, dirigido por el capitán Leonid Gobiato, construyó un prototipo de mortero.

### Primera Guerra Mundial

#### Mortero pesado
El ejército alemán estudió el asedio de Port Arthur, donde la artillería pesada no había podido destruir estructuras defensivas como alambre de púas y búnkeres. Como resultado, desarrollaron un mortero de avancarga de cañón corto y estriado llamado Minenwerfer. Estos serían utilizados durante la Primera Guerra Mundial. Se fabricaron en tres calibres; 7,58 cm, 17 cm y 25 cm. La idea alemana era contar así con una pieza de artillería de sitio ligera que pudiese ser usada por la infantería para batir pequeños puntos fuertes del enemigo sin tener que llamar a la artillería más pesada. En noviembre de 1914 los británicos enviaron un lanzaminas capturado a los alemanes a Woolwich donde se hicieron un centenar de copias que fueron enviadas a Francia para la  Navidad de 1914 con el fin de contentar a los soldados hasta que se pudiese producir algo mejor. Las industrias de armamento fueron informadas de esta necesidad y el ejército británico esperó las propuestas. Por su lado Francia había buscado en todos sitios y algunos viejos morteros de hierro y de bronce de mediados del siglo XIX volvieron al servicio. Fueron  enviados al frente para formar el armamento inicial del nuevo Servicio de Morteros de Trinchera, irónicamente conocido como club del suicidio", creado oficialmente el 26 de noviembre de 1914.

#### Mortero de infantería
No obstante la obsolescencia del mortero, la desgastante guerra de trincheras suscitada en el Frente Occidental durante la Primera Guerra Mundial determinó la imperiosa necesidad de emplear un arma que pudiera usarse para disparar desde el interior de zanjas y parapetos, sin exponerse al fuego, a fin de apoyar a la infantería y asediar las líneas enemigas. Por ello es que se resucitó la idea del mortero. Frente a los grandes morteros hacía falta uno más pequeño que pudiese ser manejado por los soldados de manera fácil. Inicialmente los ingleses y franceses emplearon morteros del siglo XIX veteranos de la Guerra de Crimea, e improvisaron otros de gran peso. Los alemanes también siguieron estas ideas, destacándose el Minenwerfer (lanzaminas). 
Los calibres pequeños eran excelentes pero cuando el enemigo cava trincheras el pequeño calibre no servía para nada. Para 1915 los británicos lograron un diseño compacto de tubo de ánima lisa y bípode, que es considerado el primer mortero moderno. Lo apodaron mortero Stokes en honor a su creador, Wilfred Stokes. Se desarrolló en varios calibres, desde los 60 a los 120 mm.
Los morteros modernos en general son derivados directos del Stokes. Están formados por un tubo en cuyo interior se deja caer el proyectil. El culote del proyectil impacta una aguja percutora existente en el fondo del tubo, lo que resulta en la deflagración de un propelente y el consiguiente disparo del proyectil.
Sus «granadas» son de fabricación más sencilla y barata que los de artillería convencional, y transportan mayor carga explosiva por unidad de peso de proyectil, proporcionando un poder destructivo mayor al emplear velocidades de caída menores. Esto permite también una mejor distribución de las esquirlas de fragmentación y una óptima distribución de la energía cinética de la explosión.

#### Francia
El ejército francés hubo de recurrir a poner en servicio los viejos morteros veteranos de Crimea de 6". Al mismo tiempo, dado que la destrucción del alambre de púas era absolutamente necesaria antes de emprender el ataque, a algún desconocido soldado francés se le ocurrió que mejor que colocar cargas explosivas era arrojarlas. Como lanzador se empleó una vaina vacía de cañón de 75 mm. Al contar con vainas sobrantes para así crear un primitivo mortero de espiga. Este fue el nacimiento de la artillería de trinchera francesa y su evolución fue prácticamente igual que la británica. Los modelos caseros fueron sustituidos por modelos mejorados y reglamentarios. El modelo más común fue uno de 240 mm. que disparaba una bomba que podía producir un embudo de 9 metros de diámetro por 3,50 de profundidad. Su enorme poder de fuego  iba unida a un peso de 1,5 toneladas, por lo que se buscaba un mortero que fuera más pequeño. En 1917 se adoptó el Mortero 150 mm Mod.1917.
Acabada la guerra la empresa francesa Brandt difundió a gran escala el mortero, vendiendo morteros prácticamente a todos los Ejércitos europeos. A los alemanes les costó apreciar el mortero. Trataron de crear su propia alternativa mediante las armas bautizadas minenwerfer (lanzaminas), en realidad los concebían como un obús a pequeña escala. Los diseños alemanes eran complejos, caros y poco manejables. El mortero Krupp fue realizado en 1912, pero no fue aceptado entonces por el ejército. Era de ánima lisa con un calibre aproximado a los 50 mm. y estaba montado sobre una plataforma que podía ser trasladada sobre dos ruedas. Debido a las necesidades de la guerra fue finalmente aceptado.
Los diseños aliados de morteros se mantuvieron lo más sencillos posible, mientras que los modelos alemanes empezaron a hacerse cada vez más complicados. Mientras la guerra fue estática no creó muchos problemas, pero en 1918 las cosas empezaron a cambiar y se hicieron perceptibles las deficiencias de armas tan pesadas.

#### Austria-Hungría
El Ejército austro-húngaro adoptó cinco modelos de aire comprimido, con calibres de 80, 105, 120, 170 y 200 mm. Parece ser que el principal motivo de adoptarlos fue la escasez de pólvora sin humo. Esto significaba que los tipos corrientes de mortero usaban en su totalidad pólvora negra, con el consiguiente problema del humo.

#### EE. UU.
El ejército de EE. UU. adoptó el mortero Stokes de 4" como reglamentario debido a su facilidad para disparar proyectiles tanto de gases como rompedores. Principalmente fue entregado al Servicio de Guerra Química. Las unidades de infantería y de artillería de costa también fueron dotadas con diferentes morteros, dependiendo de los que estaban  disponibles en cada época.

### Entreguerras
Acabada la guerra los teóricos no se ponían de acuerdo acerca de la validez del mortero. Los franceses habían usado durante la guerra el cañón de trinchera de 37 mm., que proporcionó a los combatientes de primera línea una especie de artillería personal. Los alemanes también usaron una cierta cantidad de cañones y obuses ligeros de 75 mm., muchos de los cuales eran piezas de artillería de montaña. Estos, junto con los morteros habían permitido a la infantería tener una inmediata potencia de fuego sobre cualquier enemigo.
Todos los ejércitos lo pensaron y les pareció que el mortero era la mejor solución del problema de apoyo de fuego a la infantería. Un mortero de 3 " de calibre disparaba una granada de 10 libras a una distancia de unos 2.000 metros. Sólo había dos modelos rivales: el tipo Stokes y un modelo similar francés de Edgar Brandt. Los británicos optaron por su experimentado Stokes, mejorándolo pero conservando su configuración general de placa-base, bípode y tubo. La compañía Brandt produjo un arma casi idéntica que fue adquirida por el ejército de EE UU. en los calibres 60 y 81 mm.. 
Al mismo tiempo el ejército británico tenía en servicio el modelo Stokes de 3" y buscaba algo más ligero como suplemento de las granadas de fusil para el pelotón de infantería. En 1934 se experimentó un modelo español, el mortero Ecia de 50 mm.. Otro competidor fue el lanzagranadas del teniente coronel Blacker. También se presentó un mortero de 2,5" de la Birmingham Small Arms Company. En 1937 se llevó a cabo una prueba comparativa y el Ecia demostró ser superior y en febrero de 1938 se decidió hacer un pedido de 500 morteros. 
El Servicio de Guerra Química del Ejército de EE. UU. tenía sus morteros Stokes de 4" y decidió aumentar su alcance y su precisión en los años que siguieron. A fines de la década de 1920 el ejército se decidió por un diseño francés de mortero de 60 mm. para su infantería y compró una licencia para construir el arma.
En 1935 el ejército francés adoptó el mortero pesado de 120 mm. Mle1935 fabricado por Brandt. Este mortero ya podía ser transportado por un camión o un tractor sobre orugas. La presencia de las ruedas de desplazamiento permitió que el cálculo moviera el mortero en distancias cortas por sí solo. El ejército soviético no tardó en copiar el mortero. Los alemanes descubrirían su potencia de fuego en carne propia y lo copiarán también en 1942.

### Guerra civil española
Durante la guerra civil española se utilizaron morteros de diferentes calibres: mortero pesado (120 mm.), mortero medio (81 mm.) y mortero ligero (60, 50 y 45 mm.).Los morteros pesados recibían también el nombre de lanzaminas. Los más usados fueron los morteros Ecia Valero, reglamentarios antes de la guerra, en concreto los de 60mm Modelo 1926, 50mm Modelo 1932 y del 81mm Modelo 1933.
El mortero fue una de las armas más temidas y perseguidas en las posiciones del frente madrileño durante la guerra civil. Localizar los morteros enemigos e intentar destruirlos se convirtió en una prioridad. En las trincheras del noroeste de Madrid los dos ejércitos se esforzaron en ello.
Debido a los resultados de la guerra, los españoles detectaron la necesidad de cambiar imitando a los rusos y emplear modelos de 120 mm. El resultado fue el mortero Franco, que aunque no fue el mejor de los morteros si que fue la única arma española que participó en la Campaña de Rusia con la División Azul. Ahí fue la primera vez que los españoles utilizaron en combate un mortero de 120 mm..

### Segunda Guerra Mundial
Durante la Segunda Guerra Mundial, todos los países mejoraron sus diseños, destacándose los modelos soviéticos de 120 mm y los estadounidenses de 81 mm de calibre, que continuarían operando durante décadas.
El Ejército Rojo apreciaba por diversas razones los morteros y los usaba ampliamente. Los escalones de Compañía de Infantería estaban dotadas con morteros de 50 mm., cada  Batallón de Infantería con morteros de 82 mm y cada Regimiento de Fusileros con morteros de 120 mm.. Conforme avanzaba la guerra la importancia concedida a los morteros no dejó de crecer y los de 50 mm. desaparecieron en beneficio de los calibres superiores. Además de los morteros de 82 y 120 mm. los soviéticos fabricaron varios modelos de otros calibres mayores con más o menos éxito.
Por la parte alemana una División de Infantería contaba con 93 morteros de 40 mm. y 54 de 80 mm., asignados respectivamente al escalón Compañía y Batallón. El Regimiento estaba dotado con una Compañía de Cañones de Infantería, pero no morteros. La experiencia en Rusia con el mortero de 50 mm. fue un fracaso ya que era demasiado complejo y pesado. Por contra el mortero de 80 mm era un diseño sencillo y resultó muy eficaz, tanto por sus propias características como por la estupenda instrucción de sus sirvientes y observadores avanzados. El modelo estándar de mortero alemán fue el de 80 mm. Granatwerfer 34 que pesaba 19 kg. Los alemanes usaron muchos morteros rusos de 82 mm., designándolos Granatwerfer 274(r). Los alemanes pronto se dieron cuenta de que sus cañones de infantería eran menos eficaces que los morteros de 120 mm. rusos. A partir de 1942 los alemanes empezaron a sustituir los cañones de Infantería por morteros de 120 mm. capturados y para 1943 ya lo habían copiado y empezado a suministrar a las unidades el mortero de 12 cm Granatwerfer 42.
El Ejército británico adoptó el mortero Mk.II como estándar antes de la guerra de la II Guerra Mundial. Era fiable y robusto pero no tenía el alcance del mortero alemán Granatwerfer 34. Hacia 1942 una serie de mejoras lograron aumentar el alcance. El más popular fue el mortero Ordenance ML de 3 pulgadas, que se mantuvo en servicio hasta ser sustituido en 1965.
A medida que transcurría la guerra, la mayoría de los contendientes descubrieron defectos en sus morteros y empezaron a considerar la cuestión de mejorarlos. La principal necesidad era que tuviesen más alcance. En Gran Bretaña se logró por el sencillo procedimiento de aumentar las cargas, con un aumento en el alcance de 1.500 metros hasta 2.500, pero hubo que reforzar la placa-base.

## Uso táctico
Los morteros ligeros se incluyen normalmente entre el armamento de las unidades de infantería, y los modelos más pesados se asignan a los batallones de artillería de apoyo, con la ventaja añadida sobre esta de no estar limitados a las necesidades de infraestructura logística de transporte y vías de comunicación que requiere la artillería.
Las secciones de morteros también suelen asignarse como primer escalón de apoyo de fuego en los batallones de infantería modernos, provistos de medios de enlace —radio— para coordinar y corregir su fuego indirecto. En los casos de la defensa, cada batería tiene asignado un sector, que se encarga de batir a pedido de los infantes. El mismo depende del alcance del mortero, siendo en la actualidad de unos 6 000 metros aproximadamente.
Entre su munición pueden emplearse distintos tipos: explosiva, perforante, de fragmentación, fumígena, gas nervioso (actualmente prohibida por la Convención de Armas Químicas de enero de 1993), o lacrimógena, iluminación con bengalas, etc.
También es un arma que puede ser utilizada por fuerzas irregulares en su función de asedio, destacándose por su movilidad.